# Tainarys myracrodrui
Tainarys myracrodrui (лат.) — вид мелких полужесткокрылых насекомых рода Tainarys из семейства Aphalaridae. Название происходит от имени растения-хозяина Myracrodruon.

## Распространение
Встречаются в Неотропике (Бразилия).

## Описание
Мелкие полужесткокрылые насекомые (длина около 2 мм). Внешне похожи на цикадок, задние ноги прыгательные. Голова и грудь грязно-беловатые или охристые, с темно-коричневым рисунком. Темя с большим пятном в середине каждой половины, продольной полосой по средней линии и каждой поперечной линией около и на переднем крае соответственно. Места прикрепления усиков и глаза с тёмными краями. Наличник в середине светлый, в остальном коричневый. Усики беловатые, вершины 4, 6 и 8-го члеников, а также цеиком 1, 8 и 9-й членики темно-коричневые. Грудь с тонкой темной линией посередине и двумя более широкими темными линиями на боковых сторонах. Ноги грязно-беловатые с темно-коричневыми точками. Переднее крыло полупрозрачное, светло-желтоватое с коричневыми точками, покрывающее всю перепонку; перепонка крыла по вершинному краю светло-коричневая, с более густыми темными точками. Вершины жилок Rs, M1+2, M3+4, Cu1a и Cu1b с тёмной точкой. Заднее крыло полупрозрачное, беловатое. Брюшко желтоватое, с темно-коричневыми склеритами; терминали охристые, у основания коричневые. Передние перепончатые крылья более плотные и крупные, чем задние; в состоянии покоя сложены крышевидно. Антенны короткие, имеют 10 сегментов; на 4-м, 6-м, 8-м и 9-м члениках имеется по одному субапикальному ринарию. Голова широкая. Голени задних ног с короной из нескольких равных апикальных склеротизированных шпор.
Взрослые особи и нимфы питаются, высасывая сок растений. В основном связаны с растениями семейства анакардиевые: Astronium graveolens, Myracrodruon urundeuva. Вид был впервые описан в 2017 году швейцарским колеоптерологом Даниэлем Буркхардтом (Naturhistorisches Museum, Базель, Швейцария) и его бразильским коллегой Dalva Luiz de Queiroz (Коломбу, Парана, Бразилия).